# David Izazola
David Izazola Ramírez (* 23. Oktober 1991 in Mexiko-Stadt) ist ein ehemaliger mexikanischer Fußballspieler auf der Position eines Stürmers.

## Karriere

### Verein
Izazola begann seine fußballerische Laufbahn im Nachwuchsbereich der UNAM Pumas, für die er zunächst in verschiedenen Nachwuchsmannschaften (einschließlich der Pumas Morelos) spielte, bevor ihm der Sprung in die erste Mannschaft gelang. Dort spielte er erstmals in der Saison 2010/11 und gehörte auf Anhieb zur Meistermannschaft der Pumas in der Clausura 2011.
Nachdem Izazola sich bei den Pumas nicht durchsetzen konnte, wurde er 2013 an den Querétaro Fútbol Club ausgeliehen, für den er allerdings nicht zum Einsatz kam. Nach einem weiteren kurzen Aufenthalt auf Leihbasis bei Atlético San Luis kam er 2015 erstmals nach Europa, wo er 2015 für Honvéd Budapest im Einsatz war. Nach einem einjährigen Aufenthalt beim guatemaltekischen Traditionsverein CSD Comunicaciones (2016/17) und einem weiteren einjährigen Aufenthalt beim mexikanischen CF Atlante (2017/18) spielte Izazola noch einmal in Europa für den unterklassigen spanischen Verein Salamanca CF UDS, für den er in 11 Begegnungen zum Einsatz kam und einen Treffer erzielte.

### Nationalmannschaft
Bei der Junioren-Fußballweltmeisterschaft 2011 erreichte Izazola mit der mexikanischen Juniorennationalmannschaft den dritten Rang. 

## Erfolge
- Mexikanischer Meister: Clausura 2011